# Caterine Ibargüen
Caterine Ibargüen (ur. 12 lutego 1984 w Apartadó) – kolumbijska lekkoatletka specjalizująca się w skoku wzwyż, skoku w dal oraz trójskoku.

## Życiorys
Treningi zaczęła w wieku 12 lat, dwa lata później przeprowadziła się do Medellin i zamieszkała w internacie. Odpadła w eliminacjach trójskoku na mistrzostwach świata juniorów w 2002. Pierwsze sukcesy na arenie międzynarodowej odnosiła już jako juniorka zdobywając medale imprez o zasięgu kontynentalnym m.in. w 2002 dwukrotnie stawała na podium igrzysk Ameryki Środkowej i Karaibów. W 2004 wystąpiła w igrzyskach olimpijskich odpadając w eliminacjach skoku wzwyż. W kolejnym sezonie nie awansowała do finału skoku wzwyż podczas rozegranych w Helsinkach mistrzostwach świata. Bez powodzenia rywalizowała na halowych mistrzostwach świata (2006) oraz była czwarta podczas igrzysk panamerykańskich (2007).
W 2008 rozważała zakończenie kariery sportowej, planowała zostać pielęgniarką, ale na skutek uporu trenera Ubaldo Duany zdecydowała się kontynuować treningi w trójskoku. Startowała w mistrzostwach świata w Berlinie (2009) jednak nie awansowała do finału skoku wzwyż. W sezonie 2011 sześciokrotnie poprawiała rekord Ameryki Południowej w trójskoku doprowadzając go do wyniku 14,99. Na mistrzostwach świata w Taegu (2011) zdobyła brązowy medal. Na koniec sezonu, podczas igrzysk panamerykańskich, zdobyła brązowy medal w skoku w dal oraz złoto w trójskoku. Została wybrana sportsmenką roku 2011 w Ameryce Łacińskiej.
W 2012 zdobyła srebrny medal igrzysk olimpijskich w Londynie mimo poważnej kontuzji nabytej dwa tygodnie przed startem. Wówczas ponownie planowała zakończenie kariery sportowej i założenie rodziny, jednak ponownie wycofała się z tej decyzji. Rok później została mistrzynią świata w trójskoku.

## Nagrody
W 2015 wywalczyła złoto igrzysk panamerykańskich z wynikiem 15,08 m oraz złoty medal mistrzostw świata z wynikiem 14,90 m. W 2016 w Rio de Janeiro wywalczyła tytuł mistrzyni olimpijskiej w trójskoku. Rok później zdobyła srebro na mistrzostwach świata w Londynie.
Zwyciężczyni łącznej punktacji Diamentowej Ligi 2013 w trójskoku.
Kolumbijka ma na koncie piętnaście medali mistrzostw kontynentu południowoamerykańskiego, w tym sześć złotych (w skoku wzwyż w 2005 i 2007, w skoku wzwyż i trójskoku z 2009 oraz w trójskoku z 2011). Zdobywała medale igrzysk narodowych, mistrzostw ibero-amerykańskich oraz igrzysk Ameryki Środkowej i Karaibów.

## Rekordy życiowe
- siedmiobój – stadion: 5742 pkt. (5 grudnia 2009, San Germán);
- skok wzwyż – stadion: 1,93 (22 lipca 2005, Cali), hala: 1,81 (11 marca 2006, Moskwa);
- skok w dal – 6,93 (9 września 2018, Ostrawa); trójskok – 15,31 (18 lipca 2014, Monako).

Rezultaty Ibargüen w skokach wzwyż i w dal są aktualnymi rekordami Kolumbii, natomiast wynik w trójskoku z Monako do 2019 roku był rekordem Ameryki Południowej, a także jest 6. rezultatem w historii światowej lekkoatletyki.